# Bokmål
El bokmål (AFI: /'bu:kmɔ:l/) (literalmente «lengua de libro») es el estándar más común de escritura del idioma noruego, siendo el nynorsk el otro estándar. Es utilizado por entre el 85 y 90 % de la población y es usado comúnmente por los estudiantes extranjeros que aprenden noruego.

## Escritura y habla

Mapa de las formas oficiales de idiomas de los municipios noruegos. El rojo representa el bokmål, el azul el nynorsk y el gris las zonas neutras.

La primera ortografía del bokmål fue oficialmente adoptada en 1907 con el nombre de riksmål después de haber estado en desarrollo desde 1897. Fue una adaptación del danés escrito, el cual había sido comúnmente usado desde la unión con Dinamarca. Esta variante del noruego era hablada principalmente por la élite urbana del país, especialmente en Oslo. Cuando en 1923, el gran periódico conservador Aftenposten adoptó la ortografía de 1907, la escritura danesa perdió prácticamente todo su uso en Noruega. El nombre bokmål fue adoptado oficialmente en 1929 después de una propuesta de llamar a la lengua escrita «dano-noruega», propuesta rechazada por un voto en el Storting.
A diferencia de la mayoría de las lenguas estándares, no existe un estándar para el bokmål (ni para el nynorsk) hablado. Hay, sin embargo, variedades habladas de noruego que son casi idénticas o están estrechamente relacionadas con el bokmål escrito. Para Gjert Kristoffersen en La Fonología del Noruego, el bokmål es la variedad más común entre la clase media urbana, especialmente en la parte oriental del sur de Noruega, donde se encuentra la capital, Oslo.

## Historia
Hasta alrededor de 1300, el idioma escrito de Noruega —el noruego antiguo— era esencialmente idéntico al nórdico antiguo. La parte oral fue gradualmente diferenciándose en dialectos regionales y locales. Mientras Noruega permaneció como un reino independiente, la lengua escrita se mantuvo esencialmente constante.
En 1380 murió el rey Haakon VI de Noruega y Margarita I de Dinamarca asumió la regencia, por lo que Dinamarca y Noruega quedaron unidas. Posteriormente, se unió también Suecia en la llamada Unión de Kalmar, que duró hasta 1523. Para comienzos del siglo XVI, Noruega había perdido sus instituciones políticas separadas y, al separarse del reino de Suecia, formó una unidad política llamada Dinamarca-Noruega, que se mantuvo hasta 1814, y en la que Noruega se fue convirtiendo progresivamente en el miembro débil de la unión. Durante este periodo, el noruego escrito fue reemplazado por el danés, que fue usado prácticamente en todos los documentos administrativos.
Los noruegos empezaron a utilizar gradualmente el danés en la escritura, principalmente por la élite urbana en ocasiones formales u oficiales. Aunque el danés no se convirtió en la lengua hablada por la vasta mayoría de la población, para 1814 —cuando los lazos entre Noruega y Dinamarca eran fuertes— un idioma vernáculo dano-noruego, llamado a menudo «habla educada diaria», se convirtió en lengua materna de parte de esta élite urbana. Esta nueva variante idiomática dano-noruega era similar al danés con pronunciación de noruego del este, algo de vocabulario noruego y una gramática simplificada. O como Kristoffersen lo expresó:

El estándar østnorsk puede ser considerado un sociolecto que fue desarrollado como resultado de tensión entre el danés como escritura oficial y en algunos contextos hablado, lengua usada por las clases altas antes de 1814, y la variedad de noruego usada por las clases sociales bajas en los pueblos orientales de Noruega.

En 1814, Noruega fue cedida por Dinamarca a Suecia. En ese momento Noruega desafió a Suecia y sus aliados, declaró su independencia y adoptó una constitución democrática. Aunque obligada a someterse a una unión dinástica con Suecia, este sentimiento independentista continuó creciendo, influyendo la evolución de la lengua en Noruega. Antiguos idiomas tradicionales fueron revividos por el poeta patriótico Henrik Arnold Wergeland (1808-1845), quien defendió una lengua escrita no danesa. Haugen indica que:

Dentro de la primera generación de libertad, dos soluciones emergieron y ganaron adeptos, una basada en el habla de las clases altas y una en la del pueblo común. La primera llamada de norueguización del danés escrito, la última para un nuevo comienzo.

La más conservadora de las dos transiciones del idioma fue adelantada por la labor de escritores como Peter Asbjørnsen y Jørgen Moe, el maestro y agitador de la reforma lingüística Knud Knudsen y su famoso discípulo Bjørnstjerne Bjørnson, así como una más prudente norueguización por Henrik Ibsen. En particular, el trabajo de Knudsen en la reforma lingüística a mediados del siglo XIX fue importante para la ortografía de 1907 y la posterior reforma de 1917. Knudsen es a menudo llamado «padre del bokmål».

## Características

### Diferencias con el dialecto tradicional de Oslo
Coloquialmente, el estándar østnorsk es a menudo llamado el dialecto de Oslo. Sin embargo, esto no es del todo correcto, puesto que el østnorsk estándar no está confinado a Oslo y el dialecto tradicional de Oslo es diferente al østnorsk estándar. En realidad, muchos nativos de Oslo pueden hablar un sociolecto que va en una escala desde el dano-noruego tradicional en un extremo hasta el dialecto de Oslo en el otro extremo.
La siguiente tabla muestra algunos casos importantes donde el bokmål y el østnorsk estándar se parecen más al danés que al dialecto tradicional de Oslo, así como algunos ejemplos de lo contrario. Las formas radicales, que están permitidas pero no son muy usadas, se indican entre paréntesis.
|                                                                               | Danés                            | Bokmål/Østnorsk estándar         | Bokmål/Østnorsk estándar        | Dialecto de Oslo                |
| tradicional                                                                   | Danés                            | radical                          |                                 | Dialecto de Oslo                |
| ----------------------------------------------------------------------------- | -------------------------------- | -------------------------------- | ------------------------------- | ------------------------------- |
| Diferenciación entre masculino y femenino un hombre pequeño una mujer pequeña | no en lille mand en lille kvinde | no en liten mann en liten kvinne | sí en liten mann ei lita kvinne | sí en liten mann ei lita kvinne |
| Diferenciación entre masc. y fem. definido plural los botes los vagones       | no bådene vognene                | no båtene vognene                | no båtene vognene               | sí båta vognene                 |
| Sufijo definido plural neutro las casas                                       | -ene/erne husene                 | -ene husene                      | -a husa                         | -a husa                         |
| Verbo débil germánico sufijo participio pasado cycled                         | -et cyklet                       | -et syklet                       | -a sykla                        | -a sykla                        |
| Verbo débil germánico sufijo pretérito cycled                                 | -ede cyklede                     | -et syklet                       | -a sykla                        | -a sykla                        |
| Verbo fuerte germánico sufijo participio pasado escrito                       | -et skrevet                      | -et skrevet                      | -et skrevet                     | -i skrivi                       |
| Infinitivo dividido venir estar en cama                                       | no komme ligge                   | no komme ligge                   | no komme ligge                  | sí komma ligge                  |
| Fraccionamiento de final masculino y vocal sin acento escala ronda            | no stige runde                   | no stige runde                   | no stige runde                  | sí stega runde                  |
| Diptongos escandinavo occidental pierna humo suave/mojado (adjetivo)          | no ben røg blød                  | no ben røk bløt                  | sí bein røyk blaut              | sí bein røyk blaut              |
| Escandinavo occidental u por o puente                                         | no bro                           | no bro                           | sí bru                          | sí bru                          |
| Escandinavo occidental a-umlaut piso                                          | no gulv                          | no gulv                          | (sí) (golv)                     | sí gølv                         |
| Acento en primera sílaba en préstamo de palabras banana                       | no /ba'na:n/                     | no /ba'na:n/                     | no /ba'na:n/                    | sí /'banan/                     |
| Retroflejo /ɽ/ del noruego antiguo /rð/ mesa, tablón                          | no /bo:r/                        | no /bu:r/                        | no /bu:r/                       | sí /bu:ɽ/                       |
| Retroflejo /ɽ/ del noruego antiguo /l/ sol                                    | no /so:l/                        | no /su:l/                        | sí /su:ɽ/                       | sí /su:ɽ/                       |
| Vocabulario danés comer por qué                                               | sí spise hvorfor                 | sí spise hvorfor                 | sí spise hvorfor                | no eta åffer                    |
| Vocabulario danés niña cómo                                                   | sí pige hvordan                  | sí pike hvordan                  | no gente (åssen)                | no gente åssen                  |